# Comuna Honcearîha, Katerînopil
Honcearîha (în ucraineană Гончариха) este o comună în raionul Katerînopil, regiunea Cerkasî, Ucraina, formată din satele Honcearîha (reședința) și Romeikove.

## Demografie
Componența lingvistică a comunei Honcearîha
     Ucraineană (98,83%)
     Alte limbi (1,16%)
Conform recensământului din 2001, majoritatea populației comunei Honcearîha era vorbitoare de ucraineană (98,83%), existând în minoritate și vorbitori de alte limbi.